# Bredkindad örtblomfluga
Bredkindad örtblomfluga (Cheilosia latifrons) är en tvåvingeart som först beskrevs av Zetterstedt 1843.  Bredkindad örtblomfluga ingår i släktet örtblomflugor, och familjen blomflugor.
Artens utbredningsområde är Sverige. Arten är reproducerande i Sverige. Inga underarter finns listade i Catalogue of Life.